# عقد لمفاوية مساريقية علوية
يمكن تقسيم العقد اللمفاوية المساريقية العلوية (باللاتينية: Nodi lymphoidei mesenterici superiores) إلى ثلاث مجموعات رئيسية:
- العقد اللمفية المساريقية.
- العقد اللمفاوية المعوية القولونية.
- العقد اللمفاوية لمسراق القولون.

## مصدر اللمف الوارد
تتلقى العقد اللمفاوية المساريقية العلوية اللمف من الصائم، اللفائفي، الأعور، الزائدة الدودية، القولون الصاعد، والقولون المستعرض.
تنزح هذه العقد إلى العقد اللمفاوية أمام الأبهر.

## صور إضافية

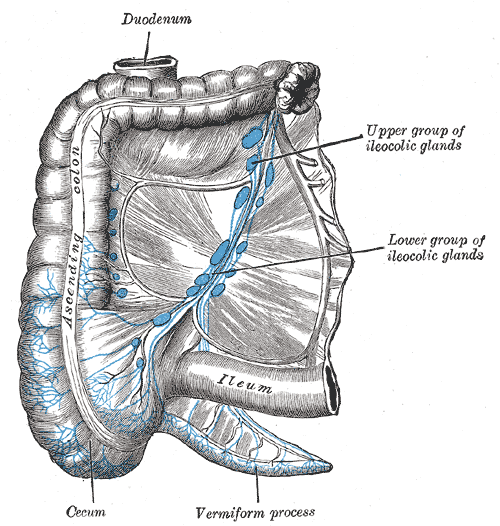
النزح اللمفاوي للأعور والزائدة الدودية من الأمام.
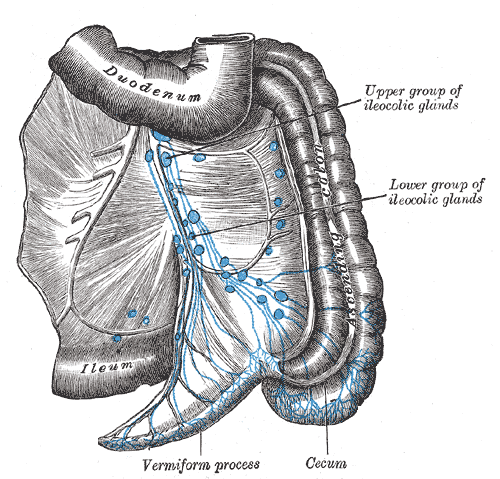
النزح اللمفاوي للأعور والزائدة الدودية من الخلف.